# Оскар Мінгеса
Оскар Мінгеса (ісп. Óscar Mingueza, кат. Òscar Mingueza, нар. 13 травня 1999, Санта-Парпетуа-да-Мугоза) — іспанський футболіст, захисник клубу «Сельта».

## Ігрова кар'єра
Народився 13 травня 1999 року в місті Санта-Парпетуа-да-Мугоза. Вихованець футбольної школи клубу «Барселона», до якої Оскар прийшов у віці 7 років. З 2016 року став виступати за юнацьку команду, з якою виграв Юнацьку лігу УЄФА 2017/18, будучи на полі в тому числі і у фіналі проти «Челсі» (3:0) як капітан команди.
Влітку 2018 року Мінгеса підписав свій перший професіональний контракт з «Барсою» і був включений до заявки резервної команди «Барселона Б», в якій провів два сезони, взявши участь у 32 матчах Сегунди Б і певний час був капітаном команди.
Мінгеса дебютував за першу команду 24 листопада 2020 на матчі Ліги чемпіонів проти «Динамо» (Київ) в якому зробив гольову передачу на Мартіна Брайтвайте і допоміг своїй команді перемогти 4:0. Через п'ять днів він дебютував у Ла Лізі у матчі проти «Осасуни» (4:0) на «Камп Ноу». Станом на 19 січня 2021 року відіграв за каталонський клуб 9 матчів в національному чемпіонаті.

## Виступи за збірні
З молодіжною збірною Іспанії Оскар Мінгеса поїхав на молодіжний чемпіонат Європи 2021 року в Угорщині та Словенії, де дійшов з командою до півфіналу, зігравши у трьох іграх на турнірі.
У складі Олімпійської збірної Мінгеса був учасником футбольного турніру Олімпійських ігор-2020, де іспанці здобули срібні нагороди, а Оскар зіграв у двох іграх.
Через ізоляцію деяких гравців національної збірної Іспанії після позитивного тесту на COVID-19 у Серхіо Бускетса, гравці молодіжної збірної Іспанії до 21 року були викликані до лав національної команди на міжнародний товариський матч проти Литви 8 червня 2021 року. Мінгеса зіграв у тому матчі, який закінчився перемогою іспанців 4:0, дебютувавши таким чином за збірну.

## Статистика виступів

### Статистика клубних виступів
| Сезон                   | Команда                 | Чемпіонат               | Чемпіонат | Чемпіонат | Національний кубок | Національний кубок | Національний кубок | Континентальні кубки | Континентальні кубки | Континентальні кубки | Інші змагання | Інші змагання | Інші змагання | Усього | Усього | Усього |
| Сезон                   | Команда                 | Ліга                    | Ігор      | Голів     | Ліга               | Ігор               | Голів              | Ліга                 | Ігор                 | Голів                | Ліга          | Ігор          | Голів         | Ігор   | Голів  |        |
| ----------------------- | ----------------------- | ----------------------- | --------- | --------- | ------------------ | ------------------ | ------------------ | -------------------- | -------------------- | -------------------- | ------------- | ------------- | ------------- | ------ | ------ | ------ |
| 2018–19                 | «Барселона Б»           | СДБ                     | 15        | 0         |                    | -                  | -                  |                      | -                    | -                    |               | -             | -             | 15     | 0      |        |
| 2019–20                 | «Барселона Б»           | СДБ                     | 16+3      | 0         |                    | -                  | -                  |                      | -                    | -                    |               | -             | -             | 19     | 0      |        |
| серп. 2020              | «Барселона Б»           | СДБ                     | 1+1       | 0         |                    | -                  | -                  |                      | -                    | -                    |               | -             | -             | 2      | 0      |        |
| Усього за «Барселону Б» | Усього за «Барселону Б» | Усього за «Барселону Б» | 36        | 0         |                    | -                  | -                  |                      | -                    | -                    |               | -             | -             | 36     | 0      |        |
| 2020–21                 | «Барселона»             | ПД                      | 27        | 2         | КІ                 | 5                  | 0                  | ЛЧ                   | 5                    | 0                    | СІ            | 2             | 0             | 39     | 2      |        |
| 2021–22                 | «Барселона»             | ПД                      | 19        | 0         | КІ                 | 1                  | 0                  | ЛЧ+ЛЄ                | 5+2                  | 0                    | СІ            | 0             | 0             | 27     | 0      |        |
| Усього за «Барселону»   | Усього за «Барселону»   | Усього за «Барселону»   | 46        | 2         |                    | 6                  | 0                  |                      | 12                   | 0                    |               | 2             | 0             | 66     | 2      |        |
| Усього за кар'єру       | Усього за кар'єру       | Усього за кар'єру       | 78        | 2         |                    | 6                  | 0                  |                      | 12                   | 0                    |               | 2             | 0             | 102    | 2      |        |

## Титули і досягнення
- Переможець Юнацької ліги УЄФА: 2017/18
- Володар Кубка Іспанії (1): 2020/21
- Срібний олімпійський призер (1): 2020